# Iraurgi Saski Baloia
O Iraurgi Saski Baloia é um clube profissional de basquetebol situado na cidade de Azpeitia, País Basco, Espanha que atualmente disputa a Liga Adecco Prata, a terceira liga em importância na Espanha.

## Temporada por Temporada
| Temporada | Nível | Divisão   | Pos. | Pós Temporada           | TR    | PL    |
| --------- | ----- | --------- | ---- | ----------------------- | ----- | ----- |
| 2005–06   | 4     | Liga EBA  | 10   | –                       | 14–16 | –     |
| 2006–07   | 4     | Liga EBA  | 9    | –                       | 13–13 | –     |
| 2007–08   | 5     | Liga EBA  | 6    | –                       | 18–12 | –     |
| 2008–09   | 5     | Liga EBA  | 1    | Playoffs de Ascensão13º | 23–5  | 0–3   |
| 2009–10   | 4     | Liga EBA  | 2    | PromovidoVice-Campeão   | 20–6  | 3–1–2 |
| 2010–11   | 3     | LEB Prata | 15   | Rebaixado               | 8–20  | –     |
| 2011–12   | 3     | LEB Prata | 9    | Quartas de Final        | 12–12 | 1–2   |
| 2012–13   | 3     | LEB Prata | 8    | Quartas de Final        | 10–10 | 1–1   |
| 2013–14   | 3     | LEB Prata | 10   | –                       | 10–14 | –     |
| 2014–15   | 3     | LEB Prata | 12   | -                       | 9-19  | -     |
| 2015-16   | 3     | LEB Prata | 6    | Quartas de Final        | 19-7  | 1-2   |
| 2016-17   | 3     | LEB Prata | 1    | Campeão                 | 23-7  | -     |